# Покахонтас (Міссурі)
Покахонтас (англ. Pocahontas) — селище (англ. village) в США, в окрузі Кейп-Джірардо штату Міссурі. Населення — 97 осіб (2020).

## Географія
Покахонтас розташований за координатами 37°30′6″ пн. ш. 89°38′23″ зх. д. / 37.50167° пн. ш. 89.63972° зх. д. (37.501610, -89.639849).  За даними Бюро перепису населення США в 2010 році селище мало площу 0,27 км², уся площа — суходіл.

## Демографія
Згідно з переписом 2010 року, у місті мешкало 114 осіб у 44 домогосподарствах у складі 30 родин. Густота населення становила 427 осіб/км².  Було 52 помешкання (195/км²).
Расовий склад населення:
| - 99,1 % — білих - 0,9 % — чорних або афроамериканців |

До двох чи більше рас належало 0,0 %. Частка іспаномовних становила 0,0 % від усіх жителів.
За віковим діапазоном населення розподілялося таким чином: 22,8 % — особи молодші 18 років, 63,2 % — особи у віці 18—64 років, 14,0 % — особи у віці 65 років та старші. Медіана віку мешканця становила 41,0 року. На 100 осіб жіночої статі у місті припадало 103,6 чоловіків;  на 100 жінок у віці від 18 років та старших — 91,3 чоловіків також старших 18 років.
Середній дохід на одне домашнє господарство  становив 63 803 долари США (медіана — 46 250), а середній дохід на одну сім'ю — 74 575 доларів (медіана — 63 750). За межею бідності перебувало 34,7 % осіб, у тому числі 62,0 % дітей у віці до 18 років та 0,0 % осіб у віці 65 років та старших.
Цивільне працевлаштоване населення становило 61 осіб. Основні галузі зайнятості: виробництво — 29,5 %, роздрібна торгівля — 16,4 %, мистецтво, розваги та відпочинок — 14,8 %, освіта, охорона здоров'я та соціальна допомога — 14,8 %.